# Maatschappij tot Huizenbouw benoorden het IJ NV

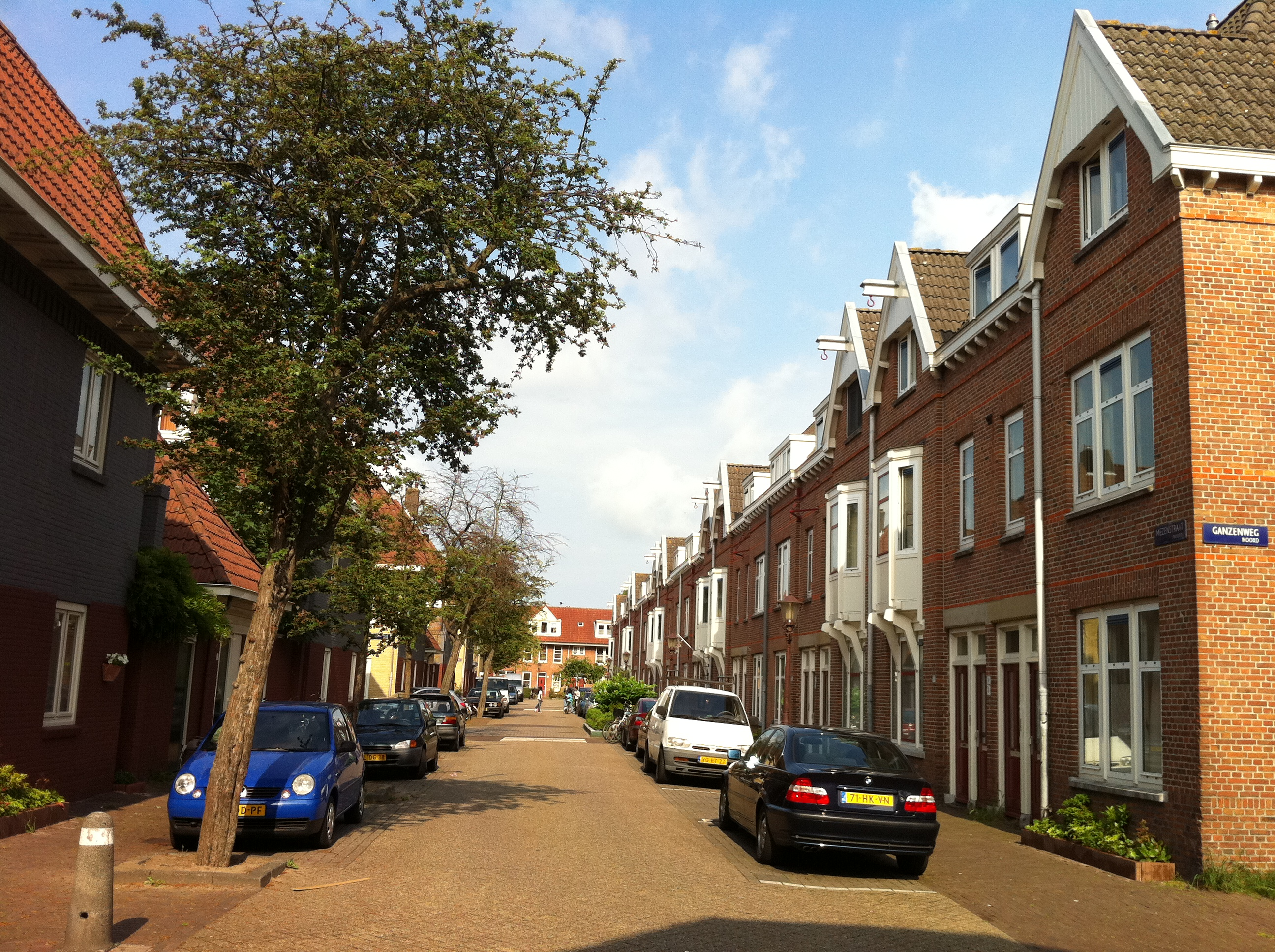
Mezenstraat Amsterdam-noord

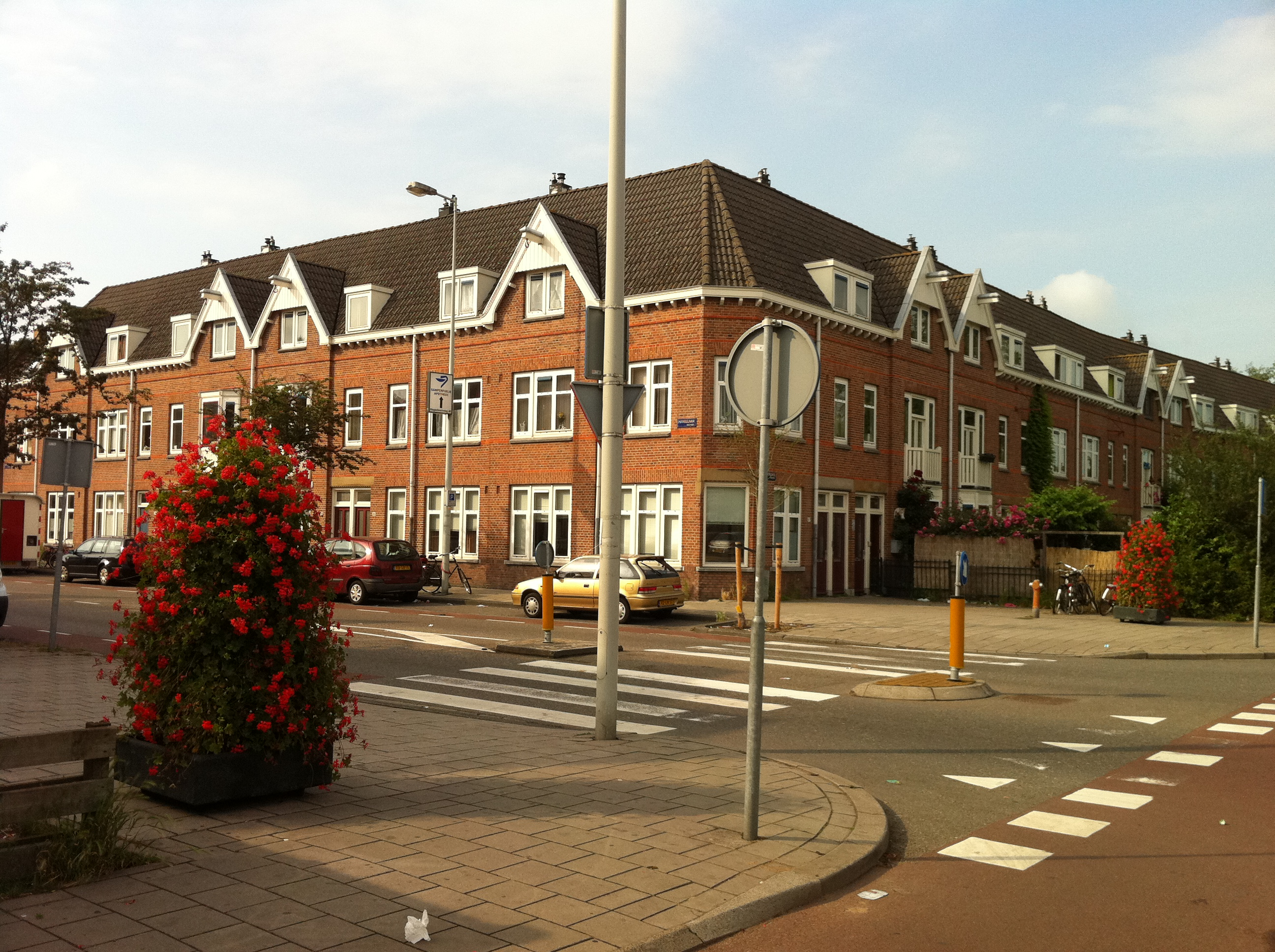
Arbeiderswoningen Hoek Meeuwenlaan-Havikslaan

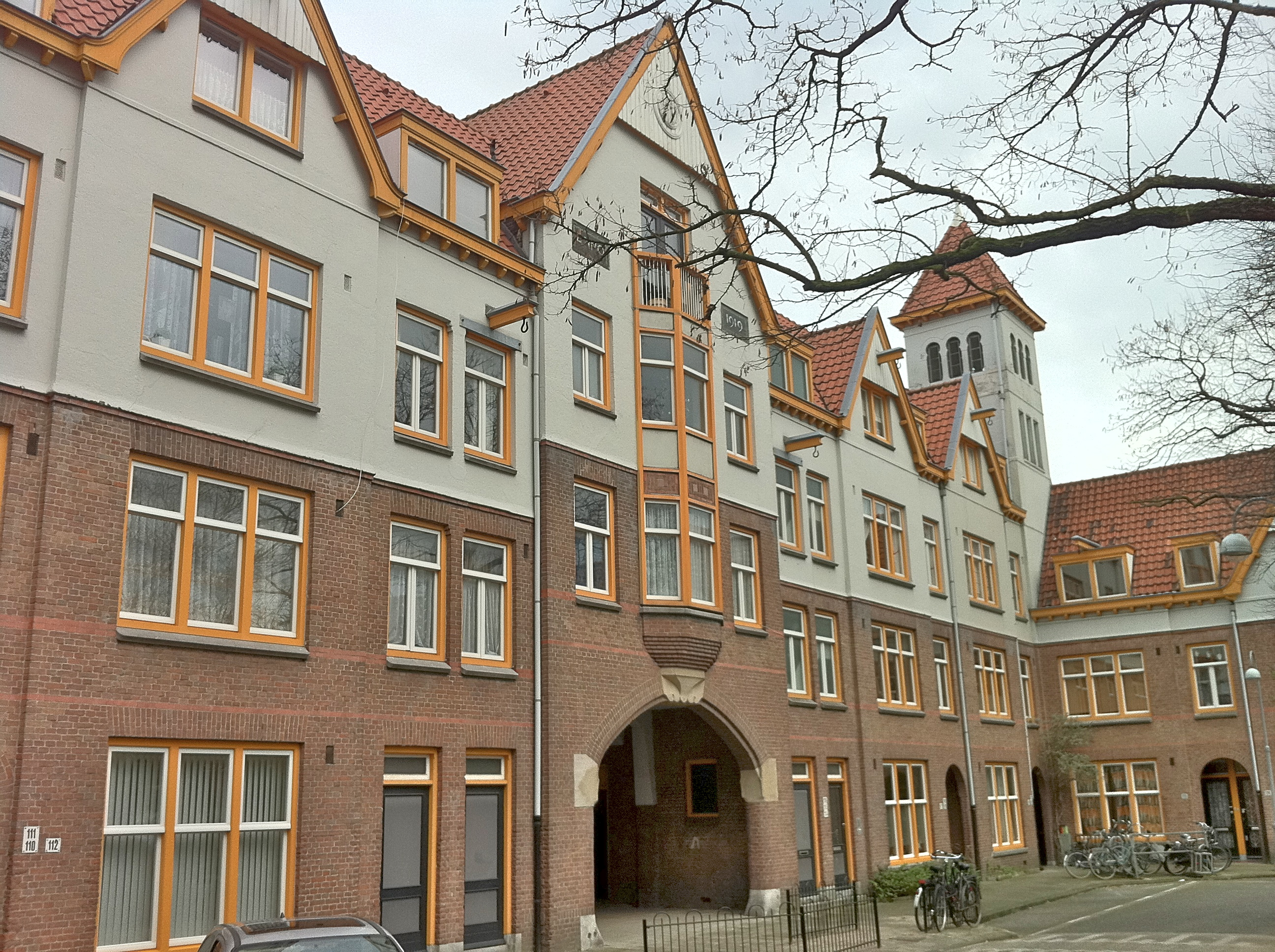
De woningen van het Zaanhof uit 1920 vertonen veel gelijkenis met de woningblokken aan de Meeuwenlaan

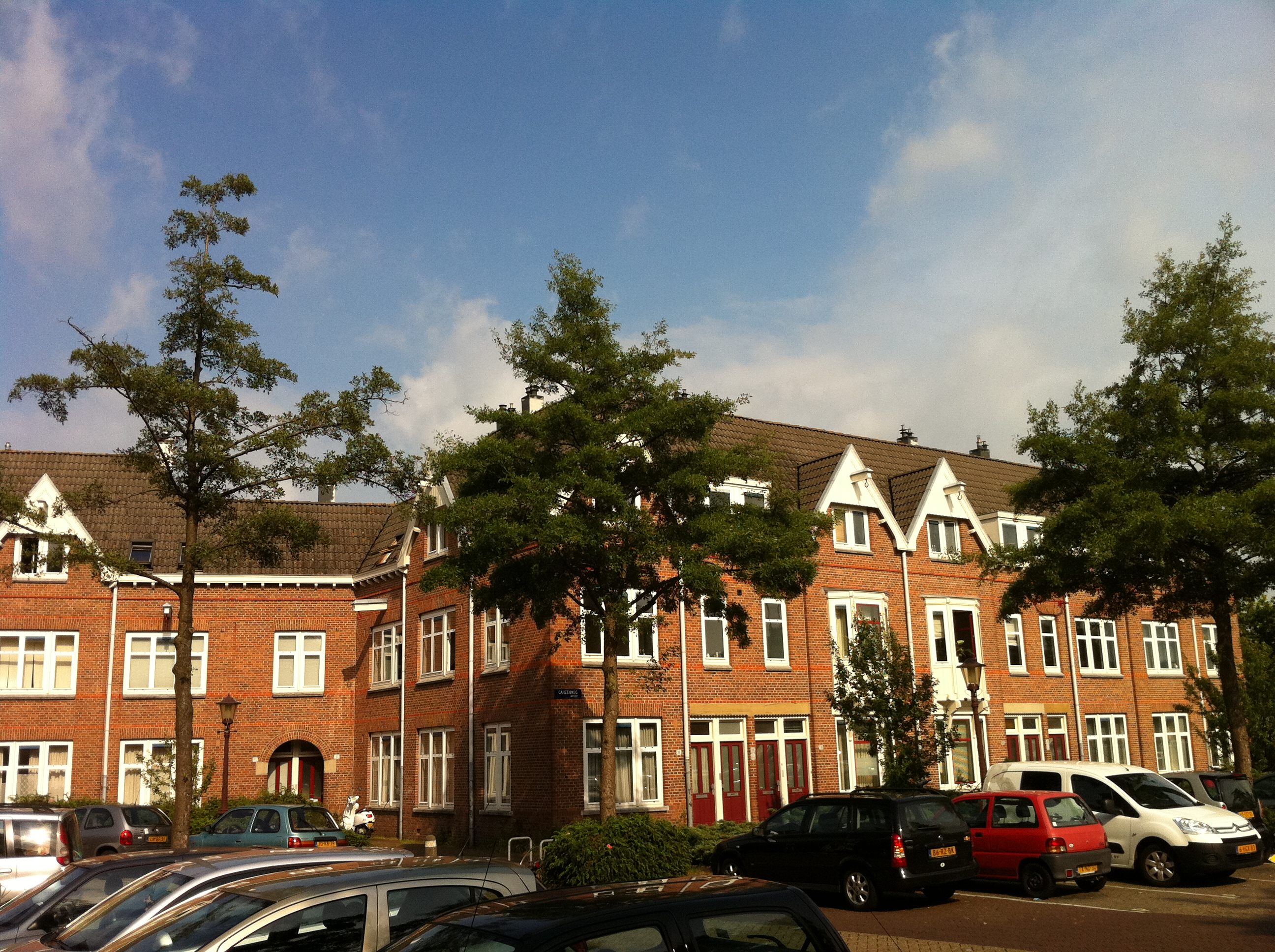
Woonblok arbeiderswoningen Ganzenweg

De 'N.V. Maatschappij tot Huizenbouw benoorden het IJ’ was een bouwmaatschappij die werd opgericht in Amsterdam in 1912. De maatschappij was volgens de statuten een instelling die uitsluitend werkzaam was in het belang van de verbetering van de volkshuisvesting. Daarom werd zij door het Rijk erkend als woningbouwvereniging volgens de Woningwet van 1902. De maatschappij hief zichzelf acht jaar later alweer op, in 1920.

## Meeuwenlaan
De Woningwet maakte het voor erkende woningbouwverenigingen mogelijk om overheidssteun te ontvangen. Zij konden een rijksvoorschot krijgen, waarmee arbeiderswoningen konden worden gebouwd. Dit rijksvoorschot moest in 50 jaar worden terugbetaald. Aanvankelijk wilden de initiatiefnemers werken met eigen kapitaal en zelf woningen exploiteren voor hun arbeiders. Deze woningen waren bedoeld voor arbeidersgezinnen die voor hun inkomen afhankelijk waren van werk op de scheepswerven in Amsterdam-Noord.  In de Vogelbuurt in Amsterdam-Noord bouwde de maatschappij in 1912 de eerste 52 woningen en twee winkels op een perceel langs de Lijsterweg, Spreeuwenpark en Meeuwenlaan naar ontwerp van architect Willem Noorlander. 
Daarna nam de maatschappij het initiatief om 164 woningen met winkels te bouwen verderop langs de Meeuwenlaan, aan weerszijden van het Ganzenplein.

## Eerste Wereldoorlog
Deze woningen waren ontworpen door de architect Herman Walenkamp, die later naam maakte met het ontwerp van de woningen aan het Zaanhof in de Spaarndammerbuurt voor woningbouwvereniging Het Westen. Het uitbreken van de Eerste Wereldoorlog in 1914 zorgde echter voor veel onzekerheid en economische neergang. In 1918 bleek de toegezegde rijksbijdrage al ontoereikend, doordat de prijzen voor de bouwmaterialen na de wapenstilstand ook nog eens explosief stegen. De beoogde huren moesten daardoor flink verhoogd worden om het project rendabel te houden. In 1920 werd het krediet verhoogd, en eindelijk kon worden begonnen met de bouw. De kandidaat-huurders zagen door de huurstijging echter af van deze woningen. De gemeente leverde nieuwe bewoners, namelijk ambtenaren die in Noord werkten, maar nog geen huis hadden. De maatschappij moest daar genoegen mee nemen om leegstand te voorkomen.

## Overdracht aan gemeente
De complexen aan de Lijsterweg, Leeuwerikstraat en Spreeuwenpark van architect Noorlander uit 1912 en de 16 beganegrondwoningen die in 1920 in aanbouw waren, werden door de teleurgestelde directrice Johanna ter Meulen overgedragen aan de gemeente Amsterdam. De gemeente zorgde ervoor dat het hele woningbouwplan aan de Meeuwenlaan tussen Havikslaan en Kievitstraat werd afgebouwd, maar splitste de reeds in aanbouw zijnde woningen daarvoor op in kleinere woningen voor oudere echtparen van wie de kinderen al de deur uit waren. Het beheer en de exploitatie kwamen in handen van de Gemeentelijke Woningdienst Amsterdam. De woningblokken zijn nu gelegen aan de Kievitstraat, Mezenstraat, Ganzenweg, Leeuwerikstraat en Havikslaan. Ze onderscheiden zich van alle andere panden in de Vogelbuurt doordat ze geen rode dakpannen hebben, maar zwarte. Het woonblok Leeuwerikstraat 58-72 was al eerder gebouwd door woningbouwvereniging Eigen Haard en maakt geen deel uit van dit bouwplan.
De eerste woningcomplexen van de Maatschappij uit 1912 verving het Gemeentelijk Woningbedrijf Amsterdam in 1986 door nieuwbouw van sociale huurwoningen op deze plek.

## Van gemeente naar Ymere
In 1965 werd de Gemeentelijke Woningdienst omgedoopt in Gemeentelijke Dienst Volkshuisvesting, waar de bouw en het beheer van de gemeentewoningen in handen kwam van het Gemeentelijk Woningbedrijf Amsterdam. Dit dienstonderdeel werd in 1994 geprivatiseerd in de Stichting Het Woningbedrijf Amsterdam. Tussen 2004 en 2014 fuseerde deze stichting met woningcorporaties in Amsterdam, Almere, Haarlem, Haarlemmermeer, Noord-Kennemerland en Weesp tot de huidige Stichting Ymere, waardoor een van de grootste woningcorporaties van Nederland ontstond. Een klein deel van de woningen en bedrijfsruimten worden daardoor tegenwoordig nog verhuurd door deze woningcorporatie. Een groot deel is reeds verkocht aan particulieren.